# Сельское поселение «Деревня Тягаево»
Сельское поселение «Деревня Тягаево» — муниципальное образование в составе Кировского района Калужской области России.
Центр — деревня Тягаево.
Общая площадь земель поселения — 596 га, в том числе по состоянию на 2014 год: используется населением для ведения личного подсобного хозяйства — 219 га, пашня — 155 га, сенокосы — 64 га, распасы — 100 га; не используется — 278 га; общая площадь застроенных земель — 34 га, общая площадь улично-дорожной сети — 18 га.
Самая крупная на территории поселения река — Болва. Имеется два водоёма с земляными плотинами и два пруда (д. Дальнее Натарово и д. Мамоново).
Основная отрасль экономики — сельскохозяйственное производство, представленное личными подсобными хозяйствами. Всего личных подсобных хозяйств на 2014 год — 95.
Ранее на территории, занимаемой сельским поселением, осуществлял деятельность ордена Трудового Красного Знамени совхоз им. Тимирязева, возглавляемый ветераном войны Петром Фёдоровичем Артёмовым, награждённым орденами Славы 3-й степени и Красной Звезды и семью медалями, а также двумя орденами Трудового Красного Знамени (1971, 1976) за высокие показатели в подъёме сельского хозяйства. В 1990-е годы колхоз был преобразован в СПК, в 2008 году признан банкротом и ликвидирован.
На территории есть братские захоронения периода Великой Отечественной войны: в д. Тягаево (покоится прах 1082 воина) и в 1,5 км от д. Тягаево (покоится прах 423 воинов).
В деревне Пупова, входящей в состав поселения, родился и до войны жил И. В. Иванов — один из восьмидесяти четырежды кавалеров Ордена Славы.

## Население
| 2010 | 2012 | 2013 | 2014 | 2015 | 2016 | 2017 |
| ---- | ---- | ---- | ---- | ---- | ---- | ---- |
| 138  | ↘125 | ↗130 | ↘128 | ↘117 | ↗135 | ↘127 |
| 2018 | 2019 | 2020 | 2021 |      |      |      |
| ↘125 | ↘118 | ↗119 | ↗154 |      |      |      |

## Состав
В поселение входят 11 населённых мест:
- деревня Тягаево
- деревня Верхнее Синьгово
- деревня Глиньково
- деревня Дальнее Натарово
- деревня Кушляновка
- деревня Мамоново
- деревня Нижнее Синьгово
- деревня Пупово
- деревня Усохи
- деревня Устрожено
- деревня Ясная Поляна